# Генічеське озеро
Гені́чеське о́зеро — солоне озеро у Генічеському районі Херсонської області.
Генічеське озеро розташоване на півострові Семенівський Кут в межах Арабатської стрілки. 
Улоговина озера займає колишню затоку Сиваша і лежить нижче його рівня.
Довжина озера — 4,5 км, ширина — до 2,9 км, площа — 9,2 км², глибина — до 0,5—0,6 м. 
Береги високі (до 7 м), глинисті. 
Генічеське озеро живиться за рахунок вод Сиваша, з яким сполучено каналом. 
Солоність — до 150 г/л. На дні озера — темно-сірий мул, перекритий шаром самосадної солі (щорічно добувають до 12 тис. т кухонної солі).

## Рекреація
Крім промислових цілей, озеро використовується в цілях рекреації. Дно озера вкрите брудом (темно-сірий мул покритий шаром самосадної солі). У перспективі соляний промисел озера може стати об'єктом зеленого туризму .

## Соляний промисел
Озеро є сировинною базою соляної промисловості: у східній частині водного дзеркала озера розташований соляний промисел. Видобуток солі ведеться суб'єктами господарювання ДП Генічеський солезавод і МПКП «Інтер-Південь».
В дореволюційні часи на озері були добре обладнані промисли. Раніше на озері глауберову сіль добували саме в зимовий час — виморожуванням. До кінця ХІХ століття видобуток солі помітно падає. Максимальна цифра її річного видобутку досягала 80 тис. т на рік. За даними на 1885 рік на Генічеській ділянці видобуто 60 тис. т солі, 1887 року — 38.400 тис. т. На початку 21 століття на солезаводі видобувалося 20-25 тис. т солі (в т .ч. 16 тис. т — технічної) .

## Галерея

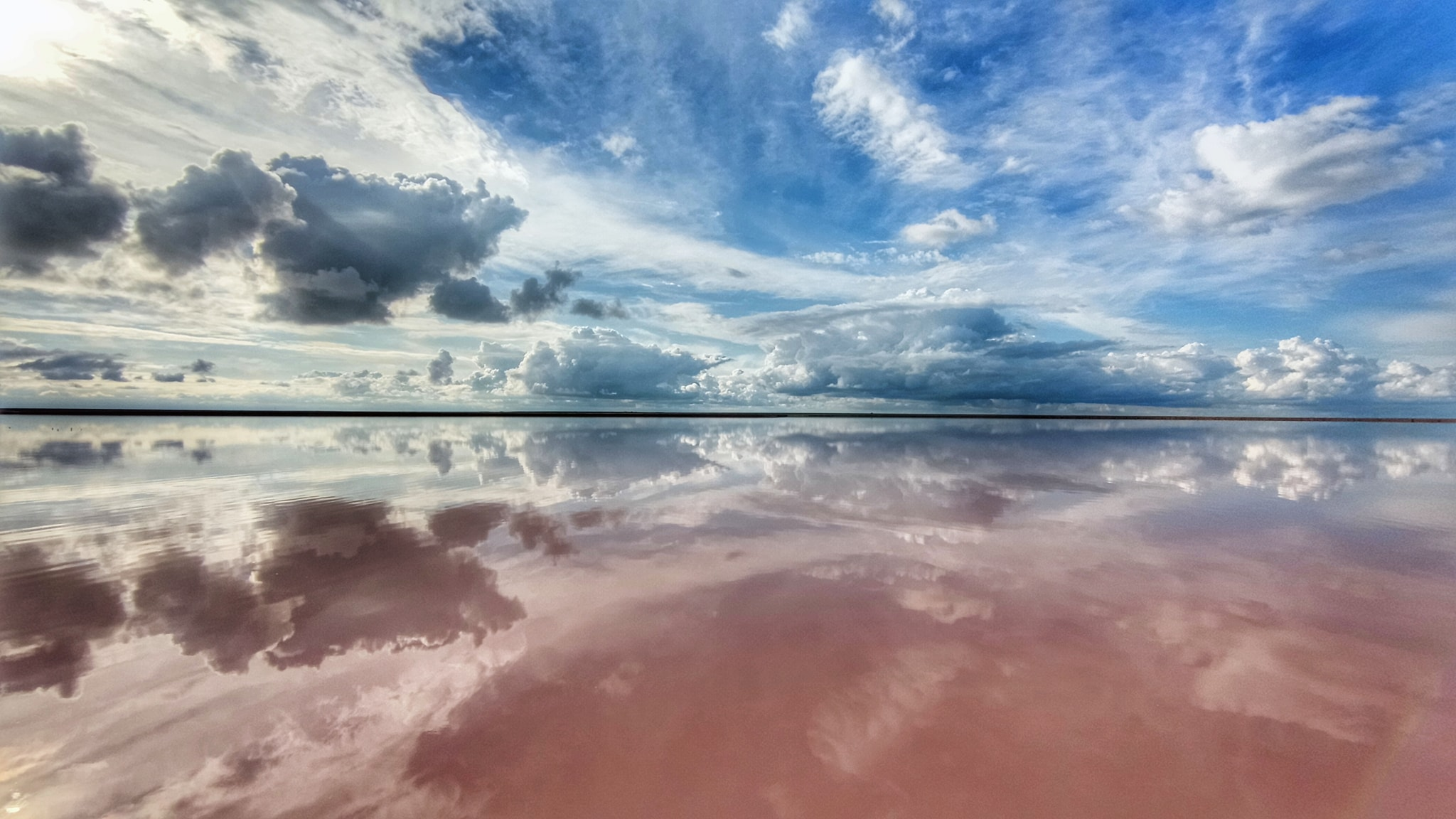
Рожеве озеро у селищі Приозерне на початку червня
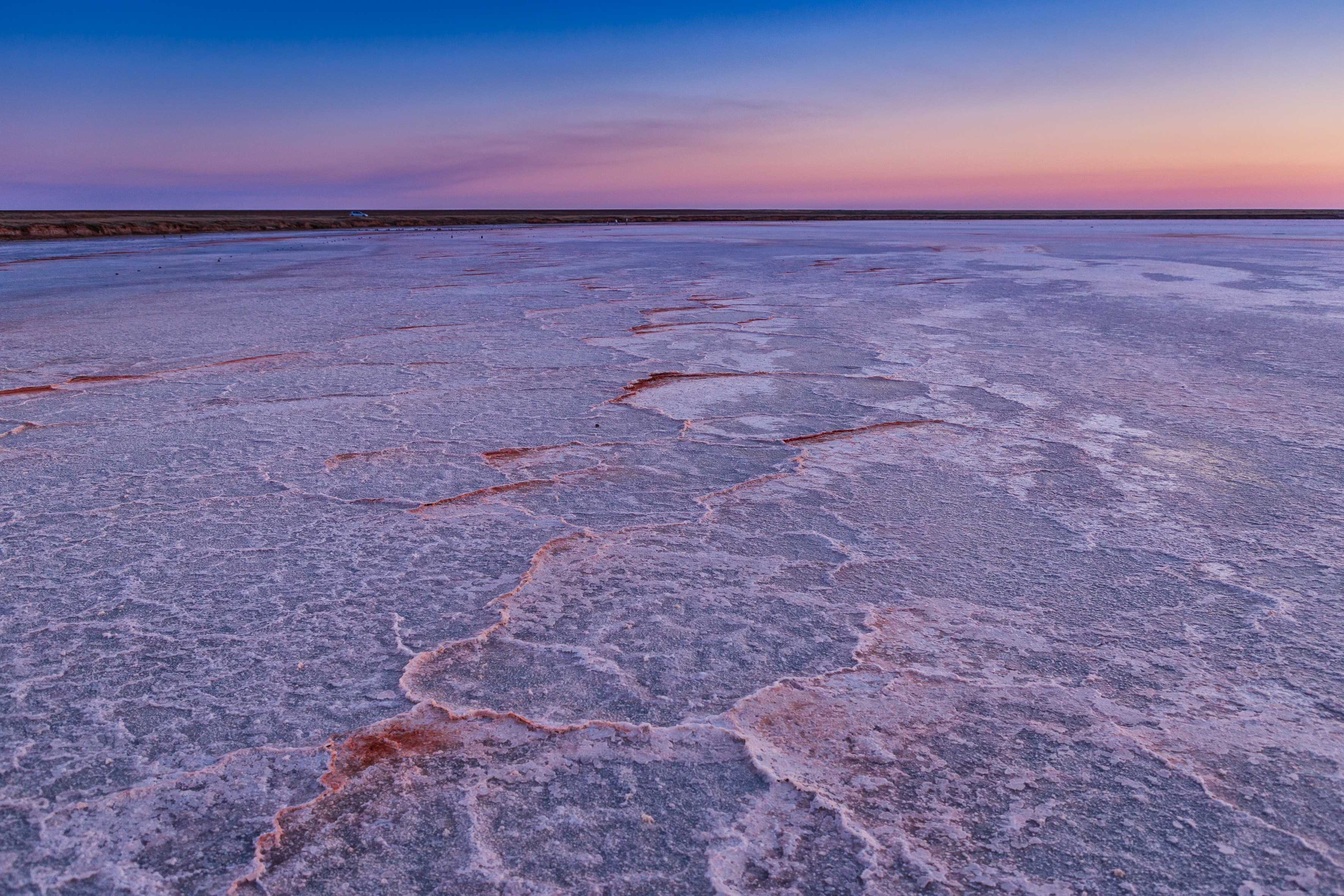
Абстракції на Геніченському озері біля с. Приозерне
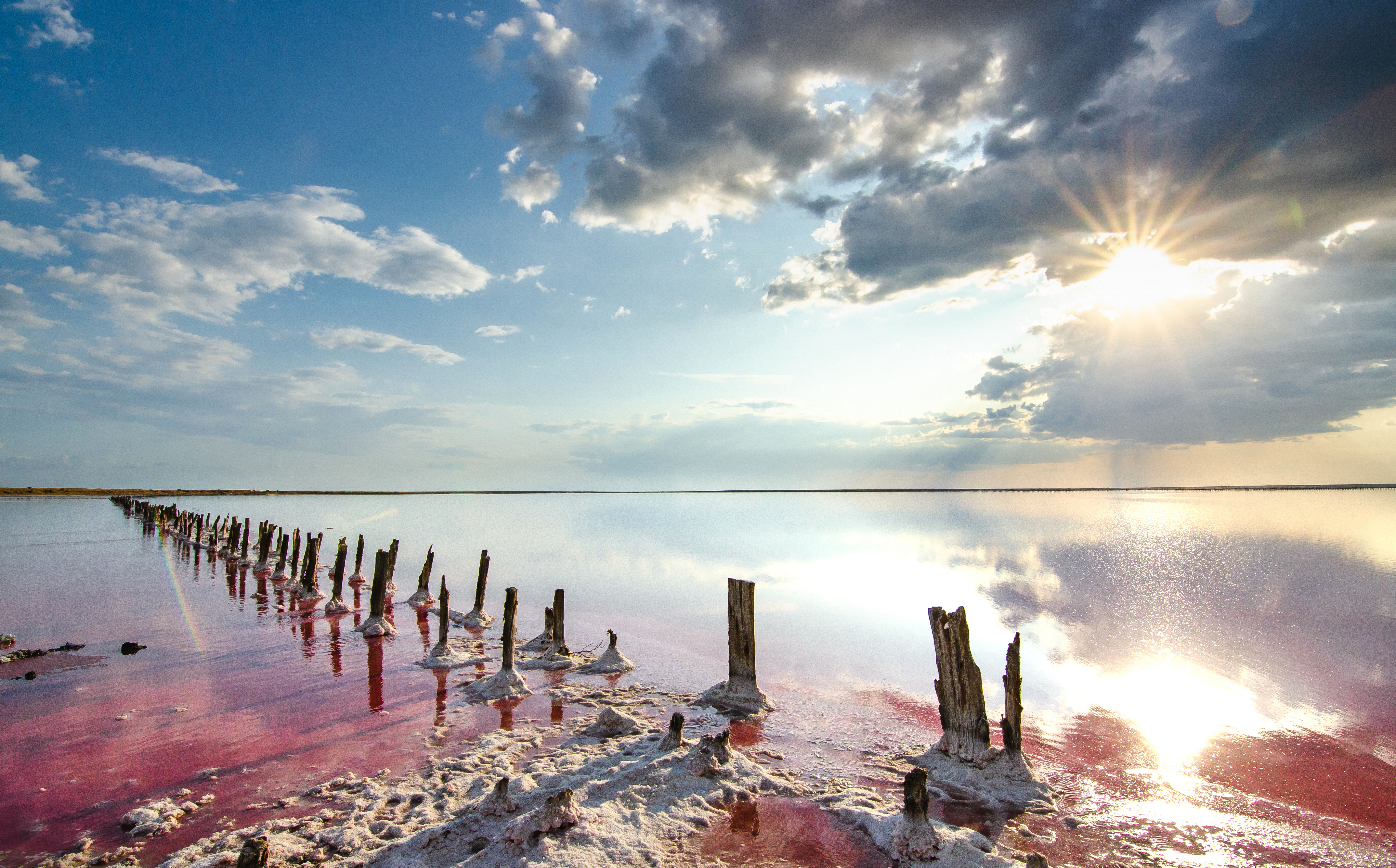
Рожеве озеро у с. Приозерне
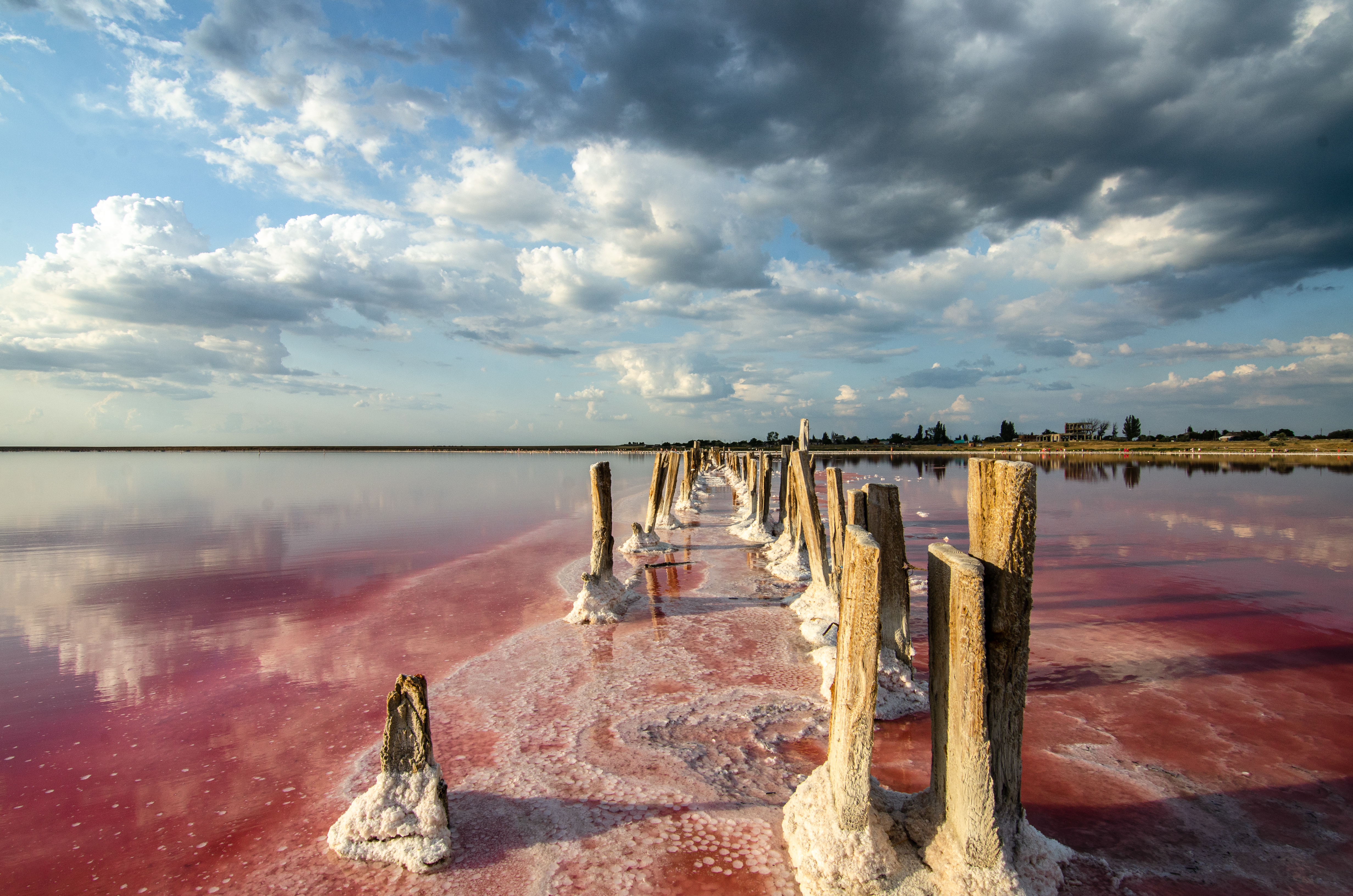
Рожеве озеро
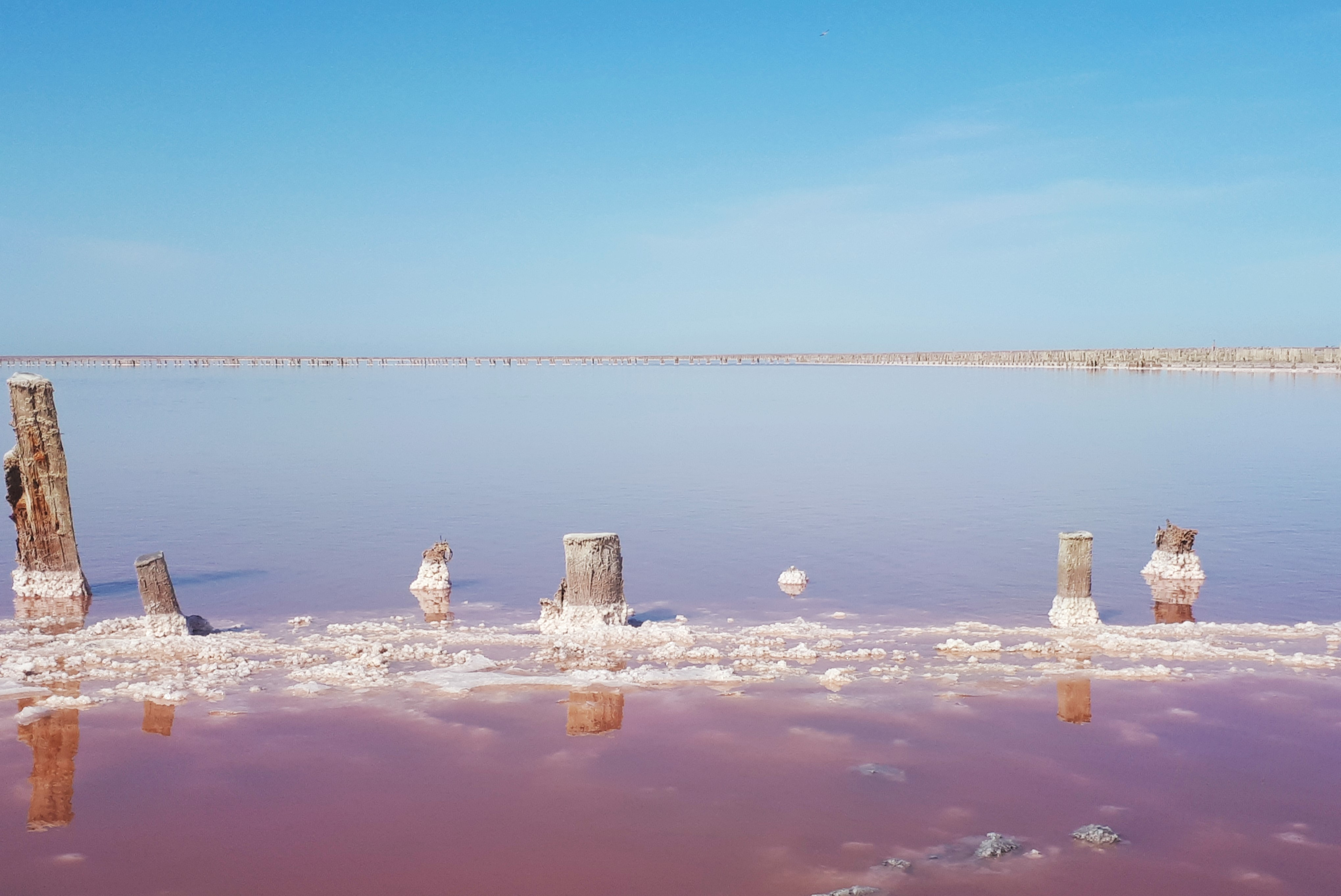
Утворення солі